# Slånluggmal
Slånluggmal (Coptotriche gaunacella) är en fjärilsart som först beskrevs av Philogène Auguste Joseph Duponchel 1843.  Slånluggmal ingår i släktet Coptotriche, och familjen luggmalar. Arten är reproducerande i Sverige.